# San Nicolás, Tasquillo
San Nicolás är en ort i Mexiko.   Den ligger i kommunen Tasquillo och delstaten Hidalgo, i den sydöstra delen av landet, 130 km norr om huvudstaden Mexico City. San Nicolás ligger 1 857 meter över havet och antalet invånare är 114.
Terrängen runt San Nicolás är huvudsakligen kuperad, men söderut är den platt. Runt San Nicolás är det ganska glesbefolkat, med 45 invånare per kvadratkilometer. Närmaste större samhälle är Ixmiquilpan, 19,4 km sydost om San Nicolás. Trakten runt San Nicolás består i huvudsak av gräsmarker.